# Casa rectoral de Castell d'Aro
La Casa rectoral de Castell d'Aro és una obra amb elements renaixentistes de Castell d'Aro, Platja d'Aro i s'Agaró (Baix Empordà) inclosa a l'Inventari del Patrimoni Arquitectònic de Catalunya.

## Descripció
Casa rectoral amb distribució clàssica de masia. Destaca una llinda a la porta d'entrada amb escut en relleu i una finestra renaixentista amb una petxina a la llinda. I una motllura que acaba amb dues testes de persones amena de mènsules.
Un altre nostre esculpit es troba integrat en un dels carreus cantoners.